# Marie-Anne Comnène
Marie-Anne Comnène, eigentlich Marie-Anne Stephanopoli de Comnène, (* 3. Dezember 1887 in Cargèse, Département Corse-du-Sud; † 16. Juli 1978 ebenda) war eine französische Schriftstellerin und Übersetzerin mit griechischen Wurzeln.

## Leben
Einer der bekannteren Vorfahren Comnènes war der Offizier Demetrios Stefanopoli (1749–1821), der wiederum ein Nachkomme von David Komnenos (→Komnenen) war.
Am 9. März 1916 heiratete Comnène mit 29 Jahren in Paris den Literaturkritiker Benjamin Crémieux und hatte mit ihm einen Sohn, den späteren Journalisten Francis Crémieux (1920–2004). Durch ihre Heirat wurde sie auch die Tante des späteren Historikers Jean-Louis Crémieux-Brilhac. Ihr Sohn heiratete später die Verlegerin Janine Quiquandon (* 1921).
Eine ihrer ersten Geschichten konnte Comnène in der Literaturzeitschrift Nouvelle Revue Française veröffentlichen und dadurch wurde der Verleger Gaston Gallimard auf sie aufmerksam. Er förderte sie und sie blieb dessen Verlag zeit ihres Lebens verbunden. Als Übersetzerin arbeitete sie mit ihrem Ehemann zusammen, veröffentlichen konnte sie diese Übersetzungen aber oft erst nach dem Zweiten Weltkrieg.
Marie-Anne Comnène starb mit 90 Jahren in ihrer Heimatstadt Cargèse und fand dort auch ihre letzte Ruhestätte.

## Ehrungen
- 1937 widmete der Schriftsteller Armand Lunel (1892–1977) seinen Roman Jérusalen à Carpentras ihr und ihrem Ehemann B. Crémieux.

## Werke (Auswahl)

### Als Autorin
Erzählungen
- Contes de Noël. Paris 1946 (illustriert von Boris Taslitzky)

Romane
- Rose Colonna. Paris 1930.
- Violette Marinier. Paris 1931.
- Le bonheur. Paris 1932.
- L’age du midi. Paris 1934.
- Arabelle, femme. Paris 1936.
- Fin d’Arabelle. Paris 1937.
- La surprise. Paris 1941.
- France. Paris 1945.
- Gaïa, jeune fille grcque. Paris 1948.
- Pauline Argyropoulos. Roman et Journal d’une femme amoureuse. Paris 1954.
- Olivier ou la lumière de Septembre. Paris 1956.

Sachbücher
- Cargèse. Une colonie grecque en Corse. Paris 1959.

### Als Übersetzerin
- Petru Dumitriu: L’Homme aux yeux gris. Paris 1937.[1]
- Luigi Pirandello: Six personnages enquéte d’n auteur. Paris 1955.[2]
- Luigi Pirandello: Vieille Sicile. Dix nouvelles. Paris 1958.